# Teleclus
Teleclus of Teleklos (Grieks: Τήλεκλος) was een  koning van Sparta (de achtste van de Agiaden) die regeerde tussen 760 en 740 v.Chr. Hij was de opvolger en zoon van Archelaus,en werd zelf opgevolgd door zijn zoon Alcamenes.
De regeerperiode van Teleclus (en die van zijn medekoning Nikandros, van de Eurypontiden) werd gekenmerkt door de verovering van Amyclae, Pharis en Geranthrae, steden van de Perioiken. Teleclus werd gedood tijdens een schermutseling met de Messeniërs bij de tempel van Artemis Limnatis: De Spartanen beweerden dat verschillende Messeniërs Spartaanse meisjes hadden lastiggevallen, die nadien zelfmoord hadden gepleegd. De Messeniërs beschuldigden de Spartanen ervan dat ze een laffe overval hadden georganiseerd. Spartaanse soldaten, verkleed als vrouwen, zouden verschillende Messenische soldaten hebben vermoord. Teleclus ontkende dit echter. Zijn dood is een van de oorzaken voor de Eerste Messenische Oorlog.